# Падалка Іван Іванович
Іва́н Іва́нович Па́далка (*15 листопада 1894, Жорнокльови, Золотоніський повіт, Полтавська губернія, Російська імперія — †13 липня 1937, Київ, тюрма НКВД, УРСР, СРСР) — український художник та педагог доби Розстріляного відродження. Учень Опанаса Сластіона та Михайла Бойчука. Професор живопису Київського художнього інституту. Автор теоретичних праць у журналах «Нове мистецтво», «Мистецтво».
Жертва сталінських репресій 1930-х рр. Убитий разом із Василем Седляром та вчителем Михайлом Бойчуком.

## Життєпис

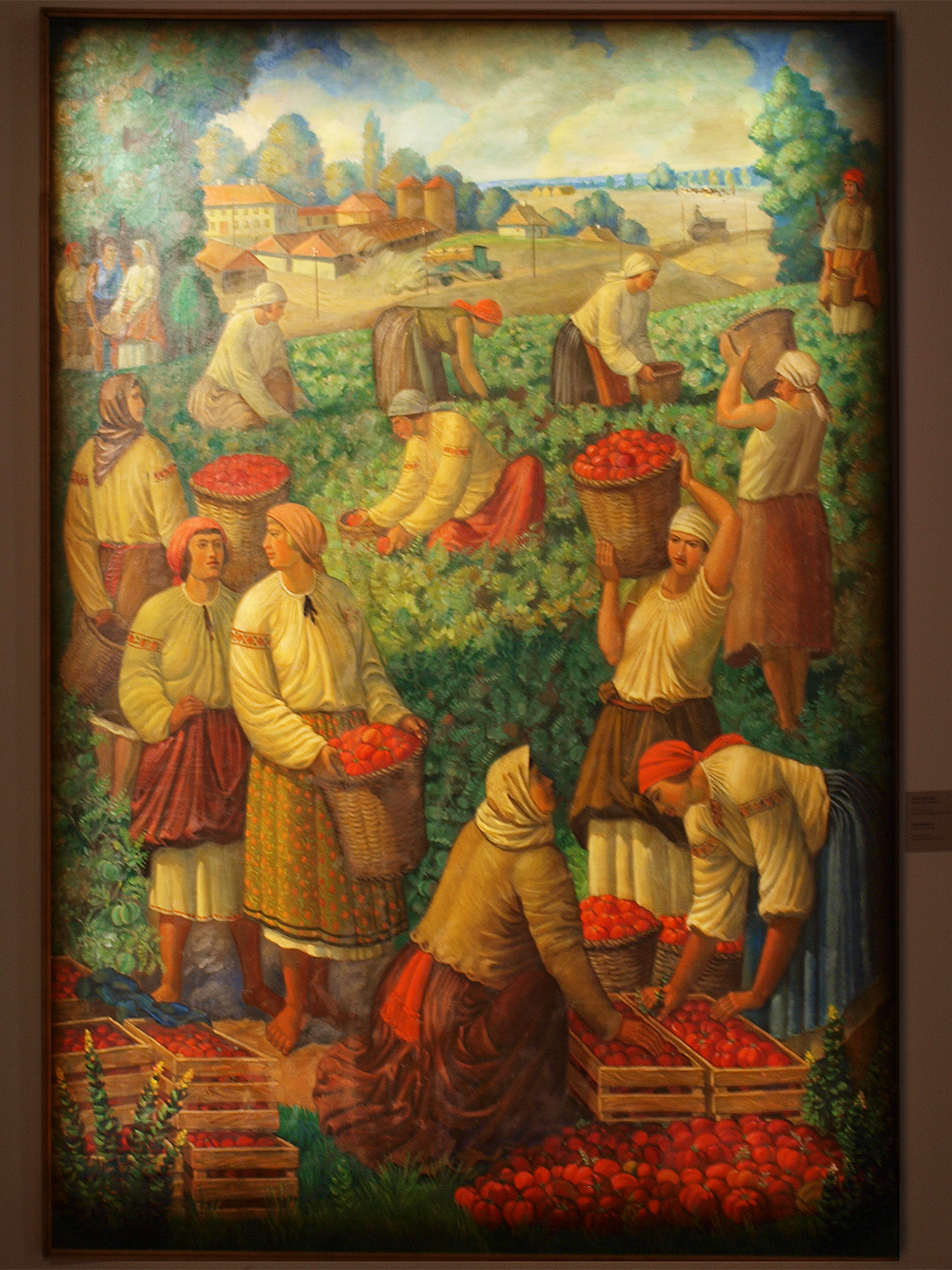
І.Падалка «Збирання помідорів», 1932

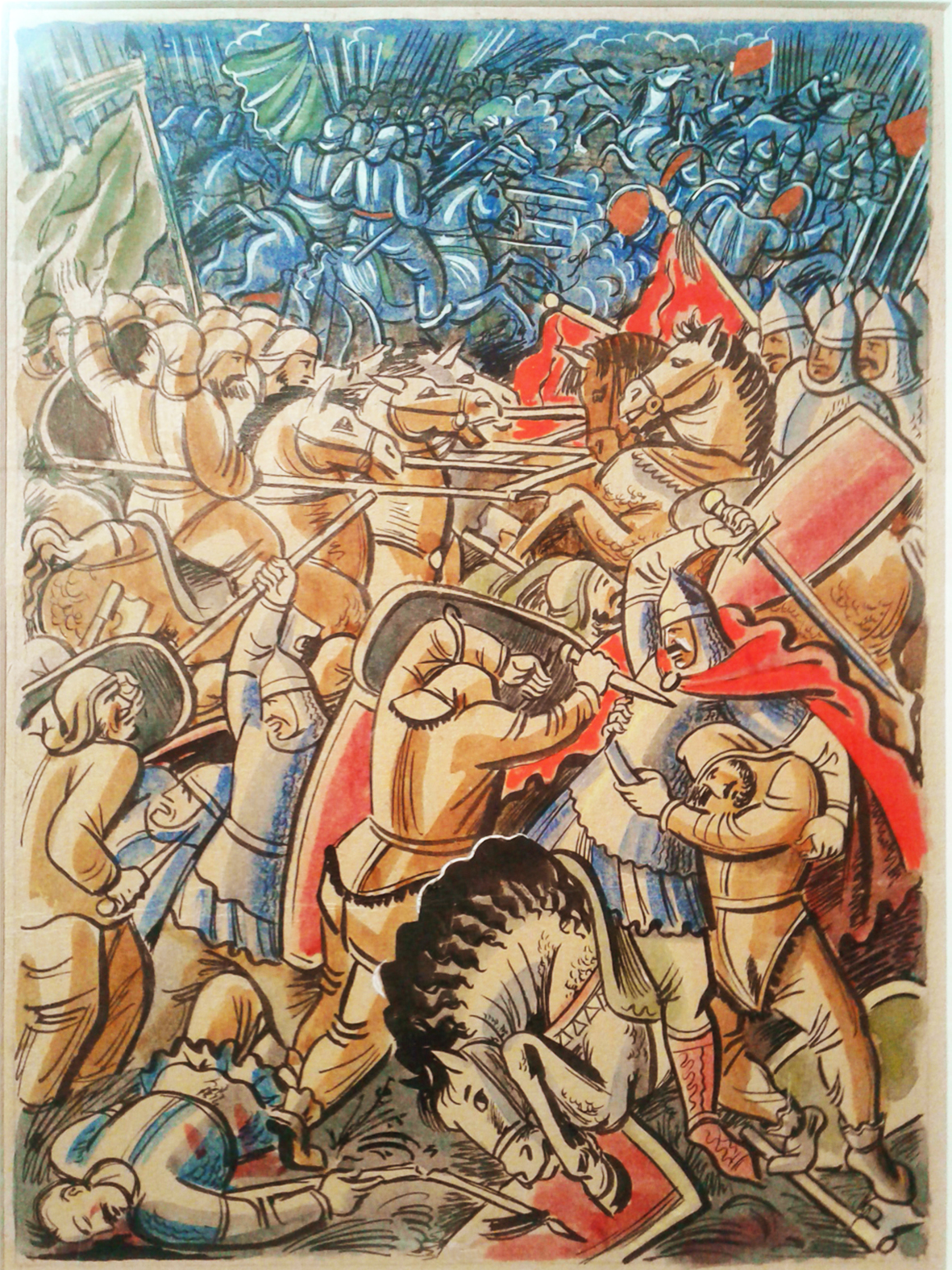
І.Падалка. Ескіз ілюстрації до «Слова о полку Ігоревім», 1928

### Родина
Іван Падалка народився 15 листопада 1894 р. у селі Жорнокльови Золотоніського повіту - на теренах колишнього Переяславського полку Гетьманщини. Батько Іван Григорович, хлібороб середнього достатку, Дарія Костянтинівна — мати. Родина складалася з десяти осіб, тож ледве зводили кінці з кінцями. Крім Івана, було ще семеро дітей — старший брат Кіндрат і шестеро сестер: Варвара, Ганна, Марія, Настасія, Христина й Уляна.

### Початок творчості
Любов до навчання Іванові прищепив батько, який сам полюбляв читати історію. Початкову науку юнак здобув у церковно-парафіяльній школі, де займався мистецтвом. До художньо-промислової керамічної школи в Миргороді вступив завдяки отриманню стипендії, яку виклопотав для нього місцевий дворянин. На формування мистецької майстерності Івана зробив свій вплив його вчитель Опанас Сластіон (1855—1933) — живописець, графік, етнограф і мистецтвознавець. Часто керівництво школи ставило його самого та його художні витвори за взірець усім учням. Вироби Івана експонувалися на щорічних виставках школи, у якій навчався з 1909-го по 1913 рік. Але зразковий студент став бунтівником і був виключений за свої погляди, а також за організацію учнівських виступів проти адміністрації й окремих викладачів. 1912 року учні школи, так звані гоголівці (від школи імені Миколи Гоголя), зорганізували демонстрацію, під час якої викрикували гасло: «Геть царя!».
Падалка поїхав у Полтаву, де йому пощастило пропрацювати півроку при Полтавському етнографічному музеї. Там виготовляв копії українських килимів для ткацької майстерні на Київщині, власником якої був Богдан Ханенко (1858—1917), український колекціонер картин, скульптур і творів українського ужиткового мистецтва, а також благодійник і меценат. Заробіток дав змогу Іванові восени 1913 року вступити до Київського художнього училища, у якому одержав дві нагороди від ради цієї школи — «Похвалу совєта» — за взірцеве навчання. За час науки репрезентувався на виставках цього закладу та серед групи молодих художників під назвою «Вінець». У той сам час мистець займався графікою й почав оформляти дитячі книжечки.
«Він був старший за мене на курс і дуже сприяв мені. Лагідний такий, чемний, довірливий, як дитина, і наївний. Іван був також гарний: довге золоте волосся мав, „під макітру“ обстрижений», — згадувала художниця Оксана Павленко.

### Професійний художник
Після закінчення науки в училищі 1917 року Падалка на початку наступного записався до Української академії мистецтв, де став студентом майстерні Михайла Бойчука. Учився там на «відмінно» й одночасно оформляв святкові колони до революційних свят, клуби, приміщення й аґітаційні пароплави та вагони. Захоплений і задоволений своїми успіхами, він виконав замовлення Державного видавництва України на збірку «Казки» й разом із Тимофієм Бойчуком ілюстрував дитячу збірку «Барвінок». Після цього він потрапив до найактивнішої бригади малярів, які розписували стіни Луцьких військових казарм у Києві. Михайло Бойчук був тим майстром, який навчив Падалку робити все, «як материні килими». Вдячний своєму вчителеві, молодий художник по закінченні Академії 1920 року став педагогом у Миргородському художньо-керамічному технікумі, а через два роки перейшов до Межигірського технікуму, де викладав той самий предмет.
Як відомого фахівця, його було скеровано до Харківського художньо-промислового інституту, де працював майже десять років (1925—1934). Два наступних роки Падалка був професором живопису в Київському художньому інституті.
Чудовий педагог, вихователь для своїх студентів і знаменитий художник, цей мистець створив велику кількість різних творів:

#### Живопис
- «Атака червоної кінноти»,
- «Фотограф на селі»,
- «Молочниці»,
- «Збирання баклажанів»,
- «Збирання яблук»,
- «Змагання шахтарів»,
- «Двоє»,
- «Українка»,
- «Натюрморт»,
- «Портрет Валер'яна Поліщука»,
- «Портрет дружини Марії Пасько»,
- «Автопортрет».

#### Графічні роботи
- «Несуть товариша»,
- «З поля»,
- «Пастушок»,
- «Селяни»,
- «Повстанці»,
- «Портрет Григорія Сковороди»,
- «Червона кіннота»,
- «Вантажники»

#### Ілюстрації книжок
- «Слово о полку Ігоревім»,
- «Леґенди Татр»,
- «Черниця»,
- «Небіж Рамо»,
- «Кобзар»
- «Енеїда».

#### Декоративні тарілки
- «В. І. Ленін»,
- «Я пролетарій Мамай. Стережись мене, буржую!»,
- «Ми всіх катів зітрем на порох!»

#### Плакати
- Серія «Жінки, йдіть у Ради, комнезами, кооперацію!»

#### Гравюри на дереві
- Серія «Дніпрельстан».

Також автор обкладинок до видань творів І. Франка, В. Вражливого, П. Барто, П. Вороніна, Ю. Смолича, М. Йогансена, С. Таранушенка, П. Усенка, Л. Квітко, І. Нечуя-Левицького, В. Короленка, І. Котляревського, О. Досвітнього, О. Соколовського й інших поетів і письменників.

### Участь у міжнародних виставках
| «1930 року відбулася велика виставка радянського мистецтва в Стокгольмі, і майже всі експонати продано, у тім числі графічні твори Касіяна, Падалки, Довгаля, Налепинської-Бойчук і інших», — зазначено в газеті «Комуніст» за 19 травня 1930-го. Про виставку різних радянських художників, що відбулася в Парижі 1931 року, також схвально відгукнувся французький письменник Е. Дабі в журналі Europe. Він, між іншим, написав: «Із цікавістю й деякими побоюваннями йдеш на цю виставку — чекаєш зустріти щось на взірець креслень, абстрактних конструкцій, народжених кубізмом. Нічого подібного. Перед нами — правдиве й просте мистецтво, у якому, зрозуміло, відбилися теми того світу праці, яким є СРСР: порти, будови, заводи. Це мистецтво не прагне ні засліпити, ні обманути, ні навіть переконати. Воно щире у своїх пошуках; це могутнє мистецтво, що чарує молодістю та здоров’ям. Радянські художники прагнуть показати живі картини того нового світу, яким є Росія»[джерело?]. |

### Убивство художника
29 вересня 1936 І. І. Падалку викрала група НКВС. Згодом він виявився у тюрмі, де працівники російської спецслужби катували митця. 13 липня 1937 Військова Колегія Верховного Суду СССР засудила Івана Падалку як «учасника націонал-фашистської терористичної організації, що ставив за мету відторгнення України від СССР та реставрацію капіталізму» до смерті. Того ж дня художника розстріляли в тюрмі НКВС СССР.
1 лютого 1958 року комуністи самі реабілітували убитого — Військова Колегія Верховного Суду СРСР визнає справу на Падалку сфальсифікованою працівниками органів НКВС. Проте рідні не отримали жодних компенсацій.

## Виставки
- Травень—жовтень 1928 року — Кельн (Міжнародна виставка).
- Квітень—червень 1929 року — Амстердам.
- 1929 рік — Вінтертур (Швейцарія).
- Рік 1930. Березень-квітень — Стокгольм, Осло, Данціг (виставка графіки, рисунку, плакату й книжок). Червень — Венеція, Цюрих, Берн (XVII Міжнародна виставка мистецтва). Липень — Берлін. Жовтень-листопад — Відень. Жовтень — Лондон, Кембридж, Оксфорд, Манчестер, Ліверпуль.
- Рік 1931. Лютий—квітень — Цюрих, Берн, Женева, Базель. Лютий-березень — Прага. Травень-серпень — Париж (Міжнародна виставка 1 «Мистецтво книги»).
- Рік 1932. Травень — Японія (виставка сучасного мистецтва). Червень — Венеція (XVIII Міжнародна виставка мистецтва). Червень-серпень — Цюрих.
- Рік 1933. Березень-квітень — Варшава. Травень — Копенгаген.

### Учні
Серед багатьох учнів — Олександр Довгаль, Ісак Хотінок.

## Цитата із Сталінських списків
- «ПАДАЛКА Иван Іванович

26.06.37 Украинская ССР, г. Киев Кат.1»
- «За Сталин, За Каганович, За Ворошилов»